# فراغ (علم الفلك)

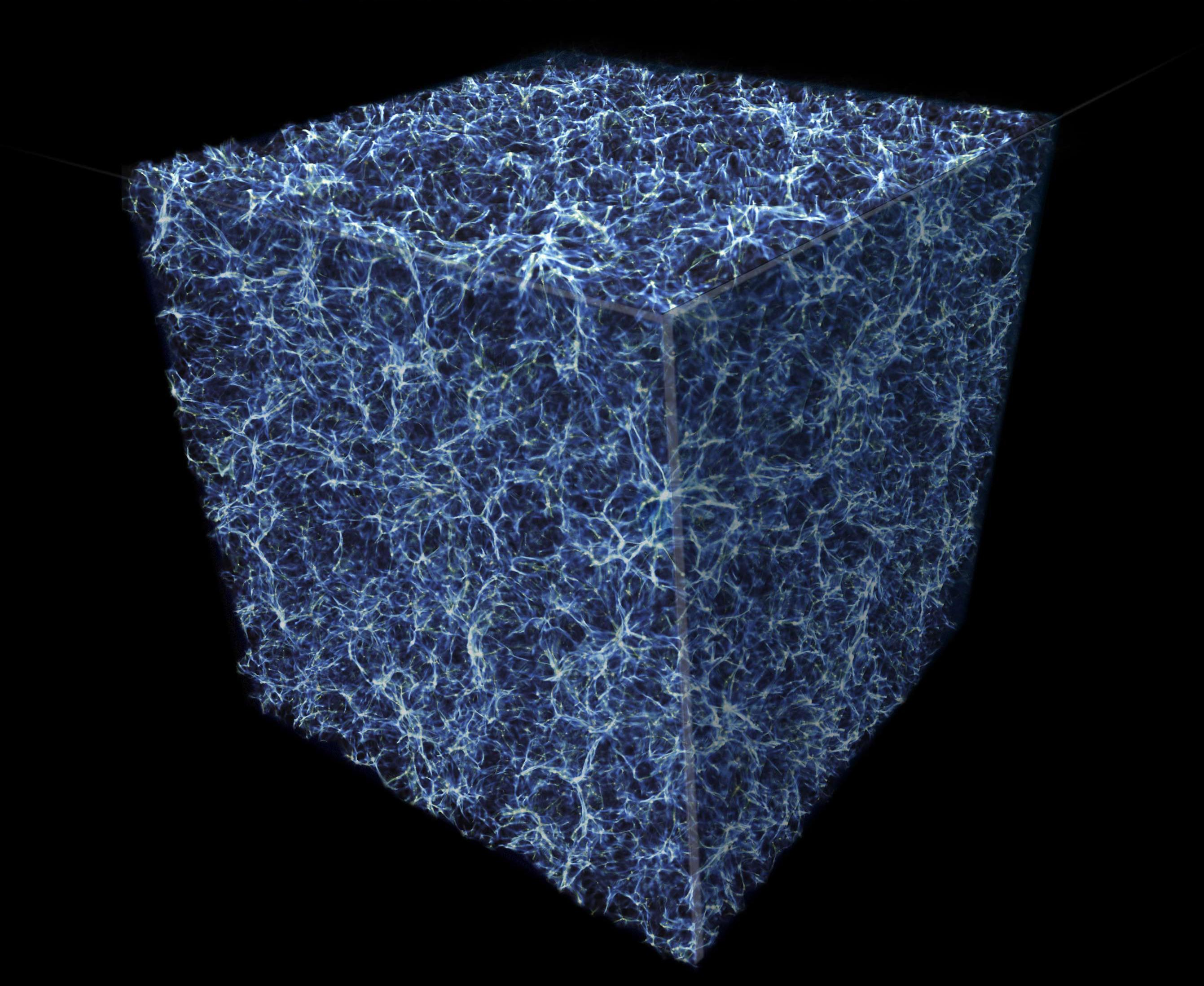
توزيع المادة في قسم مكعب من الكون. تمثل هياكل الألياف الزرقاء المادة (بشكل أساسي المادة المظلمة ، ونسبتها 7 أضعاف المادة المرئية)، وتمثل المناطق الفارغة بينهما الفراغات الكونية (وتبلغ أحجام الكثير منها نحو 500 مليون سنة ضوئية ، فارغة تفتقر فيها وجود مجرات. أحدث وصف لتوزيع المادة في الكون بأنه كالإسفنج.

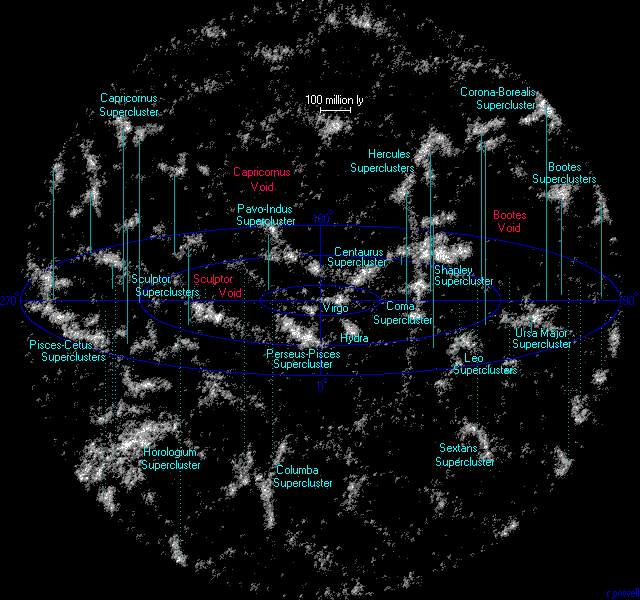
الكون حولنا على بعد 1000 مليون سنة ضوئية ، في الوسط عنقود مجرات العذراء العظيم الذي نتبعه ويبعد عنا نحو 50 مليون سنة ضوئية. الفراغات تظهر بوضوح.(لاحظ مقياس الرسم اعلى الصورة.)

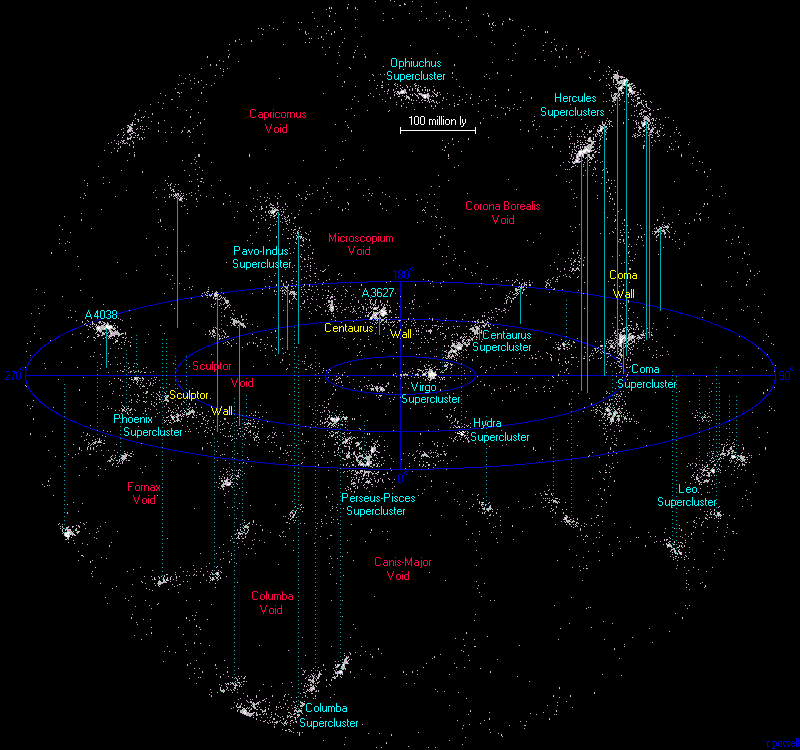
الكون حولنا على مسافة 500 مليون سنة ضوئية، توزيع المجرات.تربط بين تجمعات المجرات خيوط مجرات Filaments.

فراغ في علم الفلك (بالإنجليزية: Voids) فراغات هائلة في الكون خالية من المادة (أي يندر أن يوجد بها نجوم أو مجرات) وتحيطها المجرات ومجموعات المجرات. هذا هو الهيكل العام لبنية الكون حيث تتركز المجرات وتجمعاتها في نسيج عنكبوتي موزعة حول فراغات هائلة وتوصل بينها خيوطا من المجرات، وتشبه تلك الفراغات أحيانا بالرغوات.
يتشابه توزيع المادة في الكون طبقا للمشاهدة الواقعية مع نتائج حسابات المحاكاة التي تجرى بحواسيب ضخمة في كونها تشبه نسيجا عنكبوتيا، يتشكل من خيوط متشابكة من تجمعات المادة وبينها فراغات هائلة يبلغ قطر بعضها نحو 500 سنة ضوئية ، يوجد فيه عدد قليل من المجرات أو المادة.
الفراغات التي رصدت حتى الآن يبلغ قطرها في المتوسط نحو 100 مليون سنة ضوئية. وأكبر تلك الفراغات هو ما يسمى «فراغ النهر» الذي يوجد في اتجاه كوكبة النهر واكتشف عام 2007 حيث يبلغ قطره نحو 1000 سنة ضوئية أي يبلغ حجمه أكبر 10 أضعاف بالنسبة للفراغات الأخرى المعتادة.
يحاول علماء الفلك تفسير هيكلة الكون هذه ، وكيف حدثت ديناميكيتها بعد الإنفجار العظيم ، ويلجؤون إلى محاكاة ذلك بحساب نماذج للجسيمات والجاذبية وغيرها بطريقة محاكاة بحواسيب ضخمة .
يُعتقد أن الفراغات قد تشكلت بسبب التذبذبات الصوتية للباريون في الانفجار العظيم ، وانهيار الكتلة متبوعًا بانفجار مادة الباريونات المضغوطة. بدءًا من تباين الخواص الصغرية في البداية من التقلبات الكمومية في بدايات الكون ، نما تباين الجسيمات الأولية على نطاق واسع بمرور الوقت. انهارت المناطق ذات الكثافة العالية بسرعة أكبر تحت تأثير الجاذبية ، مما أدى في النهاية إلى تكوين بنية شبيهة بالرغوة أو الإسفنجية واسعة النطاق أو "شبكة كونية" من الفراغات وخيوط المجرات التي نراها اليوم. الفراغات الموجودة في البيئات عالية الكثافة أصغر من الفراغات الموجودة في المساحات منخفضة الكثافة في الكون.
يبدو أن الفراغات ترتبط بدرجة الحرارة المرصودة في إشعاع الخلفية الكونية الميكروي (CMB) بسبب تأثير ساكس وولف. ترتبط المناطق الأكثر برودة بالفراغات وترتبط المناطق الأكثر سخونة بالخيوط بسبب انزياح الجاذبية إلى الأحمر. نظرًا لأن تأثير Sachs-Wolfe يكون مهمًا فقط إذا كان الكون يهيمن عليه الإشعاع أو الطاقة المظلمة ، فوجود الفراغات مهم في تقديم دليل مادي لوجود الطاقة المظلمة.

## اقرأ أيضا
- فراغ محلي
- مسح سلووان الرقمي للسماء
- السور العظيم سلووان
- خيط مجرات
- انزياح أحمر
- إدوين هابل
- قزم سيتوس
- يو دي إف واي-38135539